# Prix Fénéon
Il Prix Fénéon è un premio letterario e artistico francese che ricompensa ogni anno «un giovane scrittore e un giovane pittore di 35 anni o più e in una situazione economica modesta», per aiutarli a continuare la loro formazione letteraria o artistica». 
Il premio, il cui ammontare nel 2015 è stato di 2000 euro, proviene da un capitale legato alle Università di Parigi da Fanny Fénéon, vedova del critico d'arte e collezionista Félix Fénéon, dopo la vendita della sua collezione di quadri.

## Organizzazione
Le cerimonie di conferimento dei premi hanno luogo alla Sorbona e sono presiedute dal rettore dell'accademia di Parigi, cancelliere delle Università di Parigi, nella sua qualità di presidente della giuria del Prix Fénéon. I premiati dell'edizione dell'anno precedente vengono aggregati alla giuria.

## Vincitori

### Premio letterario
- 1949: Michel Cournot per Martinique.
- 1950: Alfred Kern per Le jardin perdu, Celou Arasco per La Cote des malfaisants, Lucienne Desnoues per Poèmes, Marcel Bisiaux per Les pas contés, Michel Manoll per Gouttes d'ombre.
- 1951: Claude Roy per Le poète mineur, Béatrix Beck per Une mort irrégulière, Jacques Brenner per Les malheurs imaginaires, Micheline Peyrebonne per Leur sale pitié, Georgette Henry-Minazzoli, per Permis de séjour, Hélène Parmelin per La montée au mur, Francis Ponge per Le parti-pris des choses.
- 1952: Michel Vinaver per Lataume e L'Objecteur, Guy verdot per Le chemin de nulle part, Jacques Cervione per La femme du docteur, Georges Arnaud per Le salaire de la peur, Simone Brun per Poèmes, Paul Hordequin per Le temps des cerises, François Nourissier per L'eau grise, Youri Komirovsky per Au nom du père.
- 1953: Mohamed Dib per La Grande Maison, Francis Jeanson per Montaigne par lui-même e Claude Levy per Une histoire vraie.
- 1954: Jean-Luc Déjean per Les Voleurs de pauvres, Albert Memmi per La Statue de sel, Alain Robbe-Grillet per Les Gommes, Colette Thomas (pseudonimo Renée) per Le testament de la fille morte.
- 1955: Jean David per Les Passes du silence, Marcel Allemann per Les Exploits du Grand Zapata, Robert Droguet per Féminaire, Martine Nonod per Le whisky de la reine, e Pierre Oster per Le Champ de mai.
- 1956: Dominique Vazeilles per La Route vers la mer, François Clément per Le Fils désobéissant e Georges Conchon per Les Honneurs de la guerre.
- 1957: Michel Butor per L'Emploi du temps, Laurent La Praye per La trompette des anges, Jacques Bens per Chanson vécue, e Michel Breitman per L'Homme aux mouettes.
- 1958: Jean-François Revel per Pourquoi des philosophes?, Philippe Sollers per Le Défi e Jacques Cousseau per Le Chien gris.
- 1959: Armand Gatti per Le Poisson noir, Jean Forton per La Cendre aux yeux, Robert Vigneau per Planches d'anatomie e Jean Fanchette per Archipels.
- 1960: Dominique Daguet per Soleil et Lune, Suzanne Martin per Rue des vivants e Yves Velan per Je.
- 1961: Jean Thibaudeau per Cérémonie royale, Jean Laugier per Les Bogues e Michel Deguy per Fragments du cadastre.
- 1962: Jacques Serguine per Les Saints Innocents, Noël Quatrepoint per Journal d'un être humain e Stephen Jourdain per Cette vie m'aime.
- 1963: Jean Gilbert per L'Enfant et le harnais, Marcelin Pleynet per Provisoires amants des nègres e Jean-Philippe Salabreuil per Poèmes de mon cru.
- 1964: Jeanine Segelle per Le Pivert s'envole e Claude Durand per L'Autre vie.
- 1965: Denis Roche per Les Idées centésimales de Miss Elanize, Pierre Feuga per La Galère en bois de rose e Nicolas Genka per Jeanne la pudeur.
- 1966: Claude Fessaguet per Le Bénéfice du doute e Jean Ricardou per La Prise de Constantinople.
- 1967: Didier Martin per Le Déclin des jours e Yves Vequaud per Le Petit Livre avalé.
- 1968: Jacques Roubaud per £[2] e Guy Roussy per Ceux de Djebel.
- 1969: Patrick Modiano per La Place de l'étoile.
- 1970: Angelo Rinaldi per La Loge du gouverneur.
- 1971: Jean Ristat per Du coup d'Etat en littérature.
- 1972: Claude Faraggi per Le Signe de la cité.
- 1973: Jean-Marc Roberts per Samedi, dimanche et fêtes.
- 1974: Paol Keineg per Lieux communs.
- 1975: Henri Raczymow per La Saisie.
- 1976: Michel Falempin per L'Écrit fait masse.
- 1977: Denis Duparc, pseudonimo di Renaud Camus, per Échange.
- 1978: Mathieu Bénézet per L'imitation de Mathieu Bénézet.
- 1979: Marc Guyon per Le Principe de solitude.
- 1980: Jean Echenoz per Le Méridien de Greenwich.
- 1981: Jean-Marie Laclavetine per Les Emmurés.
- 1982: Jean-Louis Hue per Le Chat dans tous ses états.
- 1983: Bertrand Visage per Au pays des nains.
- 1984: Gilles Carpentier per Les Manuscrits de la marmotte.
- 1985: Hervé Guibert per Des aveugles.
- 1986: Gilles Quinsat per L'Eclipse.
- 1987: Laurence Guillon per Le Tsar Hérode.
- 1988: Claude Arnaud per Chamfort e Benoît Conort per Pour une île à venir.
- 1989: Éric Holder per Duo forte.
- 1990: Patrick Cahuzac per Parole de singe.
- 1991: Agnès Minazzoli per La première ombre, réflexion sur le miroir et la pensée.
- 1992: Thierry Laget per Iris.
- 1993: Éric Chevillard per La Nébuleuse du crabe.
- 1994: Anne Grospiron per L'Empyrée.
- 1995: Eric Laurrent per Coup de foudre.
- 1996: Béatrice Leca per Technique du marbre.
- 1997: Linda Lê per Les Trois Parques.
- 1998: Arnaud Oseredczuk per 59 préludes à l'évidence.
- 1999: non assegnato
- 2000: Laurent Mauvignier per Loin d'eux.
- 2001: Sandrine Bessora per Les Taches d'encre.
- 2002: Tanguy Viel per L'Absolue Perfection du crime.
- 2003: Clémence Boulouque per Mort d'un silence.
- 2004: Olga Lossky per Requiem pour un clou.
- 2005: Hafid Aggoune per Les Avenirs.
  - Grégoire Polet per Madrid ne dort pas Menzione particolare.
- 2006: Ivan Farron per Les Déménagements inopportuns.
- 2007: Grégoire Polet per Leurs Vies éclatantes.
- 2008: Jean-Baptiste Del Amo per Une éducation libertine.
- 2009: non assegnato
- 2010: Pauline Klein per Alice Kahn.
- 2011: Justine Augier per En règle avec la nuit.
- 2012: Guillaume Louet per aver stabilito, introdotto e curato gli Écrits critiques di Jean José Marchand.
- 2013: Thomas Augais per l'opera di poesia Vers Baïkal (mitraille).
- 2014: non assegnato
- 2015: Miguel Bonnefoy per Le Voyage d'Octavio.
- 2016: Colombe Boncenne per Comme neige.
- 2017: Fanny Taillandier per Les Etats et Empires du lotissement Grand siècle.[3]
- 2018: Julia Kerninon per Ma dévotion
- 2019: Isabelle Mayault per Une longue nuit mexicaine

### Premio artistico[4]
- 1949: Pierre Pallut
- 1950: Mireille Glodeck-Miailhe, Louis Nallard, Daniel Ravel, Jean Signovert, Maurice Verdier
- 1951: Paul Collomb, Louis Derbré per il Buste de Louis Werschürr, Françoise Gremi, Louis Nallard, H. Kroll, Jack Ottaviano, Pierre Pruvost, Paul Rebeyrolle
- 1952: Guy Bardonne, Marcel Fiorini, Michel Thompson, Jacques Yankel
- 1953: André Cottavoz, Jean Fusard Ginette Lequien, Denis Morog, Jacques Truphemus
- 1954: Jack Chambrun, Lucien Fleury, Roger-Edgar Gillet, René Laubies
- 1955: Huguette Bertrand, Philippe Bonnet, Dominique Mayet, Jacques Petit
- 1956: Jean-Claude Bertrand, Marcel Bouqueton, Luc Simon.
- 1957: Pierre Parsus, Gabriel Godard Bernard Saby, Céline Tricheur, Guy de Vogüé.
- 1958: René Artozoul, Pierre Garcia-Fons.
- 1959: Gilles Aillaud, Eric Bohbot, Paul Braudey, Henri Cueco, Pierre Graziani, André Raffin.
- 1960: Michel Bepoix, Michel Bouchery, Christian Lemesle.
- 1961: Annie Cardin, A. Mathiot, Louis Rosan.
- 1962: Jean Raval
- 1963: Pierre Anfosso, Michel Couchat.
- 1964: Jean Parsy, Michel Parre, Jean-Pierre Peraro.
- 1965: Pierre Buraglio, Luc Gerbier, Joël Kermarrec, Robert Mandoze, Michel Moy, Roger Picard.
- 1966: Alexandre Bonnier, Michel Faublee.
- 1967: Philippe Levantal, Michel Moy.
- 1968: Michel Maly.
- 1969: Pierre Gaste, Marie-Paule Damiron.
- 1970: Michel Biot, Alain Montgrenier.
- 1971: Henri Nesme, Daniel Stotsky.
- 1972: Marc Devade (pittore), Jacques Liesse (scultore).
- 1973: Bernard Moninot (pittore), Jean-Luc Parant (scultore).
- 1974: Frédéric Pou (pittore) - Hélène Gauthier (scultore).
- 1975: Pierre Frilay (pittore).
- 1976: Bernard Gabriel Lafabrie, Daniel Nadaud.
- 1977: Mircea Milcovitch (scultore)
- 1978: Jean-Louis Espilit (pittore), Vincent Rougier (incisore).
- 1979: Doune Cesari (incisore), Jean-Jacques Dournon (pittore).
- 1980: Mathias Pérez (pittore), Dominique Schmitt (incisore).
- 1981: Gilles Ballini (disegnatore), Pierre Nivollet (pittore).
- 1982: Claude Litschgy (scultore), Sze To Lap (pittore).
- 1983: Marie Morel (pittore), RURIK (pittore), Jean-Charles Pigeur (scultore).
- 1984: Philippe Favier (pittore), Bernard Piffaretti (pittore).
- 1985: Eric Dalbis (pittore), Jean-Luc Vilmouth (scultore).
- 1986: Hubert De Chalvron (pittore).
- 1987: Paul Pagk (pittore).
- 1988: Florent Chopin (disegnatore), Philippe Cognee (scultore).
- 1989: Danièle Fauvel (pittore), Florence Valay (sculpteur).
- 1990 - Non assegnato.
- 1991: Hervé Delhaye (pittore), Anne Slacik (pittore).
- 1992 - Non assegnato.
- 1993: Kassia Knap (pittore), Philippe Bouveret (scultore).
- 1994: Sophie Maheu (scultore).
- 1995 - Non assegnato.
- 1996: Djémâa Benamor (pittore ex æquo), Pascale Piron (pittore ex æquo)
- 1997: Koyo Hara (pittore).
- 1998: Miguel Bucéta (pittore), Eric Chalendard (pittore).
- 1999 - Non assegnato.
- 2000 - Non assegnato.
- 2001: Xavier Pascual detto Xavier Escriba.
- 2002: Nadia Ghiai-Far.
- 2003: Xavier Drong
- 2004 - Non assegnato.
- 2005: Mouhib Iza.
- 2006 - Non assegnato.
- 2007: Thilleli Rahmoun
- 2008: Étienne Fouchet
- 2009 - Non assegnato.
- 2010: Marion Verboom
- 2011: Franck Masanell
- 2012: Anne-Charlotte Yver
- 2013: Félix Pinquier
- 2014: Claire Chesnier
- 2015: Julia Gault
- 2016: Alice Louradour
- 2017: Raphaëlle Péria
- 2018: Salomé Fauc
- 2019: Maxime Biou